# WASP-121
WASP-121 — звезда в созвездии Кормы. Находится на расстоянии приблизительно 880 световых лет от Солнца. Вокруг звезды обращается, как минимум, одна планета.

## Характеристики
WASP-121 была открыта с помощью орбитальной обсерватории Hipparcos в ходе проекта Tycho. Официальное открытие звезды было совершено в 1997 году в рамках публикации каталога Tycho. Наименование звезды в этом каталоге — TYC 7630-352-1. В настоящий момент более распространено наименование WASP-121, данное командой исследователей из проекта SuperWASP.
WASP-121 представляет собой звезду 10 видимой звёздной величины. Это жёлто-белый карлик с массой и радиусом, равными 1,353 и 1,458 солнечных соответственно. По светимости звезда превосходит Солнце в 3,3 раза. Температура поверхности оценивается в приблизительно 6460 кельвинов. Возраст звезды оценивается приблизительно в 1,5 миллиардов лет.

## Планетная система
В 2015 году группой астрономов, работающих в рамках программы SuperWASP, было объявлено об открытии планеты WASP-121 b в системе. Она представляет собой горячий юпитер, находящийся очень близко к полости Роша, и поэтому очень скоро может разрушиться вследствие приливных сил родительской звезды. Планета имеет полярную орбиту, что является редким случаем для планетных систем. Масса и радиус планеты равны 1,18 и 1,86 юпитерианских соответственно. Открытие планеты было совершено транзитным методом. Температура планеты достигает 2500° C. С помощью спектрографа HARPS, установленного на 3,6-метровом телескопе в обсерватории Ла-Силья (Чили), учёные обнаружили в атмосфере WASP-121 b газообразные магний, натрий, кальций, хром, железо, никель, ванадий. В атмосферах планет WASP-76 b и WASP-121 b впервые зарегистрировали присутствие паров бария (Ba+). Теперь это самый тяжёлый элемент, следы которого были обнаружены в атмосферах планет за пределами Солнечной системы. Также в атмосфере WASP-121 b  обнаружены Co и Sr+ и предварительно обнаружен Ti+. Подтверждено наличие Ca+, Cr, Fe, H, Li, Mg, Mn, Na, V, Ca, Fe+ и Ni. Подтверждено явное асимметричное поглощение Ca+ на WASP-121 b с избыточным поглощением на более голубых длинах волн и эффективным радиусом планеты за пределами полости Роша. Это указывает на то, что сигнал может возникать из-за утечки планетарной атмосферы.